# Odontopera paraplesia
Odontopera paraplesia är en fjärilsart som beskrevs av Eugen Wehrli 1940. Odontopera paraplesia ingår i släktet Odontopera och familjen mätare. Inga underarter finns listade i Catalogue of Life.